# Winorośl pachnąca
Winorośl pachnąca (Vitis riparia) – gatunek pnączy z wąsami czepnymi z rodziny winoroślowatych. Szeroko rozpowszechniony w centralnej i wschodniej Kanadzie oraz w centralnej i północno-wschodniej części Stanów Zjednoczonych. Ma największy zasięg geograficzny spośród wszystkich północnoamerykańskich gatunków winorośli. Występuje na prawie całej wschodniej połowie Ameryki Północnej, z wyjątkiem dalekiej północy i południowo-wschodnich krańców USA. 

## Morfologia

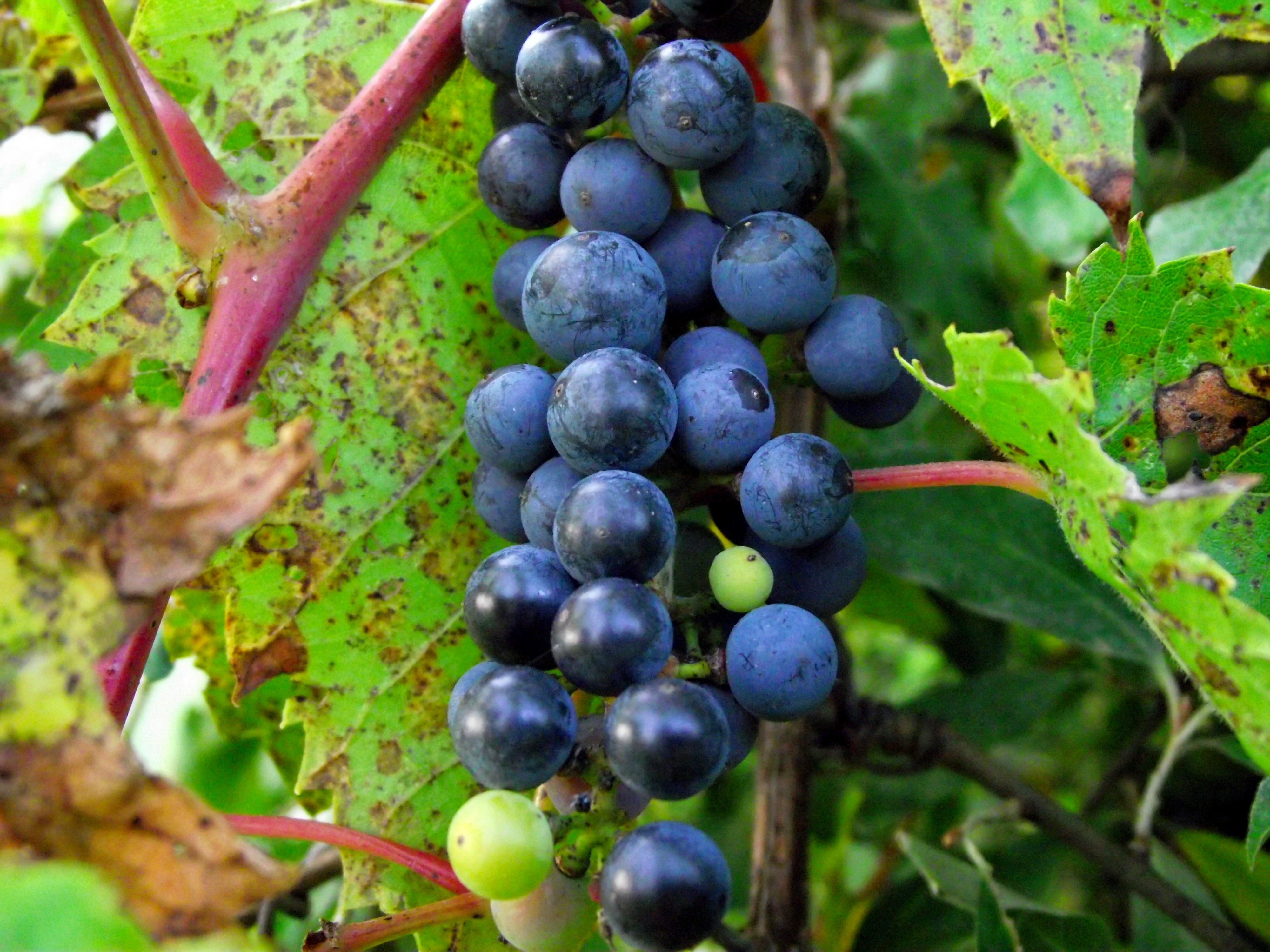
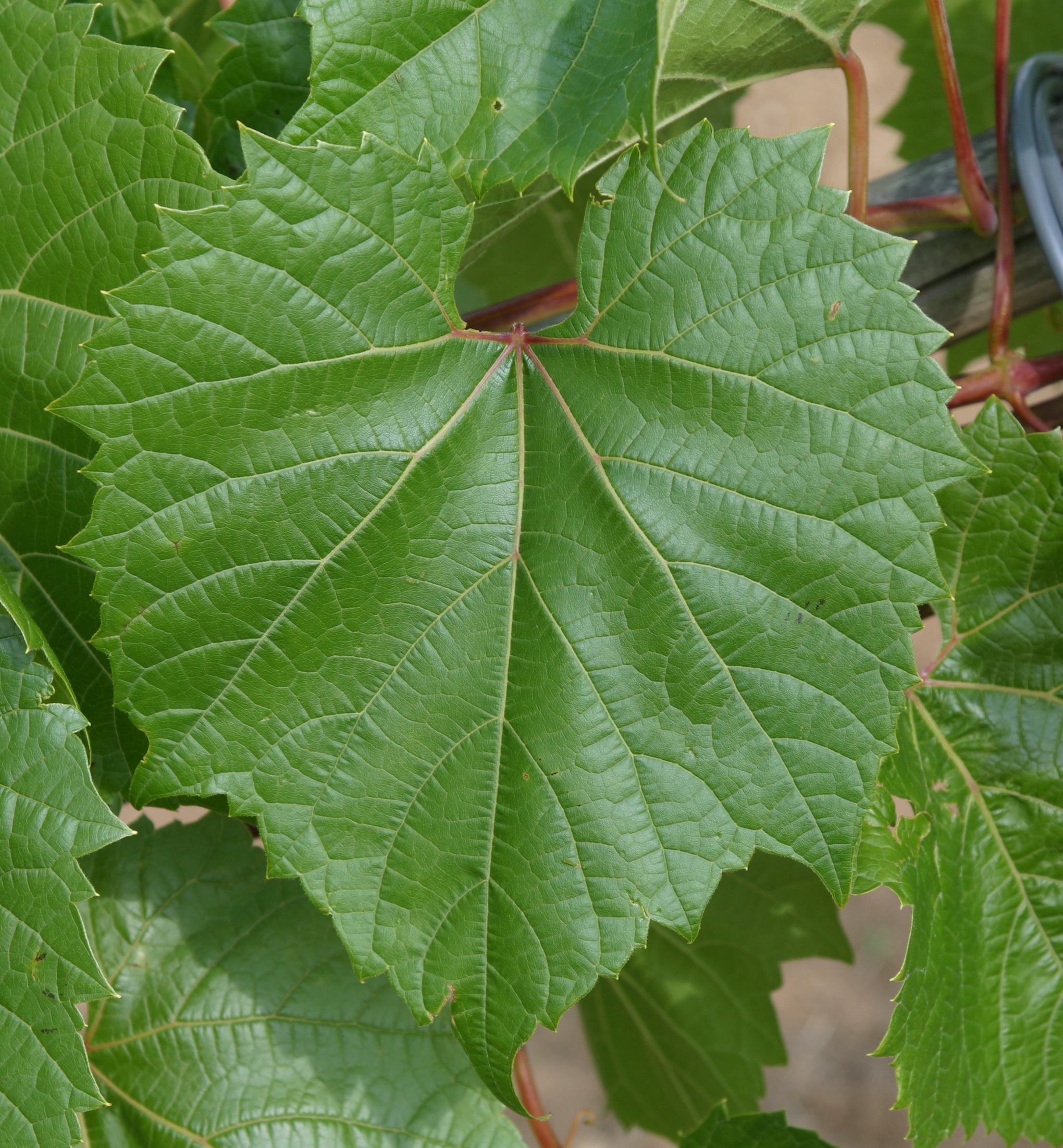
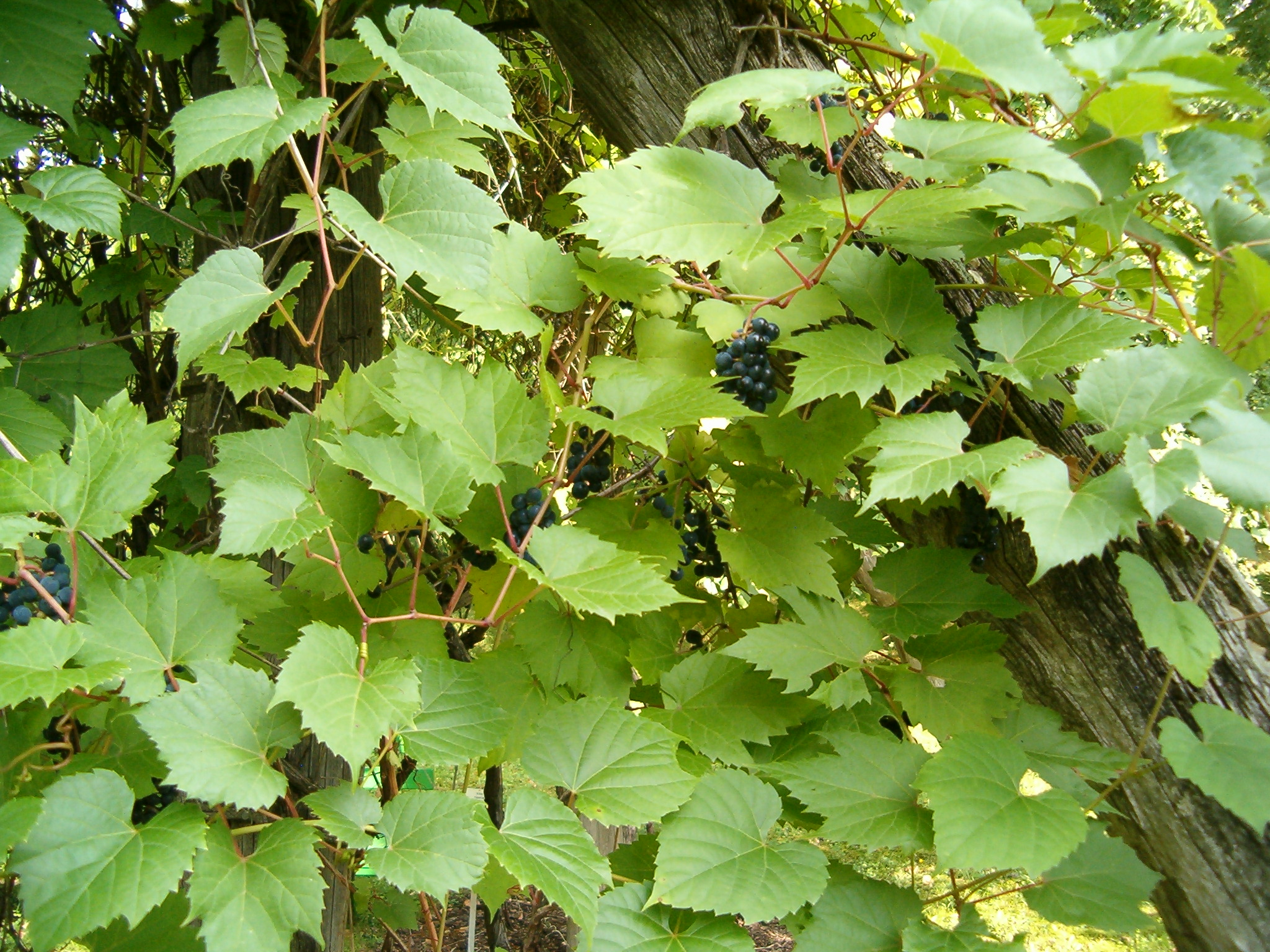

PokrójWysoko lub średnio wysoko wspinająca się liana, słabo rozgałęziona, o pędach okrągłych na przekroju.
LiścieOkrągławe, lekko wcięte, o ząbkowanym brzegu i długości około 10–18 cm. Latem zielone, jesienią przebarwiają się na żółto.
KwiatyRozdzielnopłciowe, zebrane w kwiatostany długości 9–12 cm.
OwoceKuliste jagody o średnicy 8–12 mm, o czarnej barwie, mocno sino nabiegłe.

## Zastosowanie
Przede wszystkim stosowana jest jako pnącze dekoracyjne. 